# Concentrado de complejo de protrombina
 El concentrado de complejo de protrombina (CCP), también conocido como complejo de factor IX, es un medicamento compuesto por factores de coagulación de la sangre, específicamente el II, IX y X. Algunas versiones también contienen factor VII. Se utiliza para tratar y prevenir el sangrado en la hemofilia B, si no está disponible el factor IX puro. También se puede usar en personas que no tienen suficiente de estos factores debido a otras razones, como la terapia con warfarina. Se administra por inyección lenta en una vena.
Los efectos secundarios comunes incluyen reacciones alérgicas, dolor de cabeza, vómitos y somnolencia. Otros efectos secundarios graves incluyen coágulos de sangre que pueden resultar en un ataque cardíaco, accidente cerebrovascular, embolia pulmonar o trombosis venosa profunda. Se pueden formar anticuerpos después del uso a largo plazo, de modo que las dosis futuras podrían ser menos efectivas.
El concentrado de complejo de protrombina entró en uso médico en los años sesenta. Está en la Lista de medicamentos esenciales de la Organización Mundial de la Salud, los medicamentos más efectivos y seguros que se necesitan en un sistema de salud. Está hecho de plasma humano. También está disponible una versión que se realiza mediante métodos recombinantes que solo contiene al factor IX. En los Estados Unidos, una dosis de CCP cuesta alrededor de US$900. Una serie de diferentes formulaciones están disponibles a nivel mundial.

## Usos médicos
El CCP revierte los efectos de la warfarina y otros anticoagulantes antagonistas de la vitamina K y se usa en casos de sangrado significativo en personas con coagulopatía. También se utiliza cuando dicha persona debe someterse a una operación de emergencia. Otros usos incluyen una deficiencia de uno de los factores de coagulación incluidos, ya sea congénito o debido a una enfermedad hepática, y la hemofilia. Varias pautas, incluidas las del American College of Chest Physicians, recomiendan el CCP para la reversión de la warfarina en personas con sangrado grave.
Para una reversión rápida de la anticoagulación para realizar una cirugía, el CCP de cuatro factores reduce el International Normalized Ratio (INR) y reduce el sangrado durante la cirugía al parecer mejor que el plasma fresco congelado. No se encontraron diferencias en eventos tromboembólicos.

## Contraindicaciones

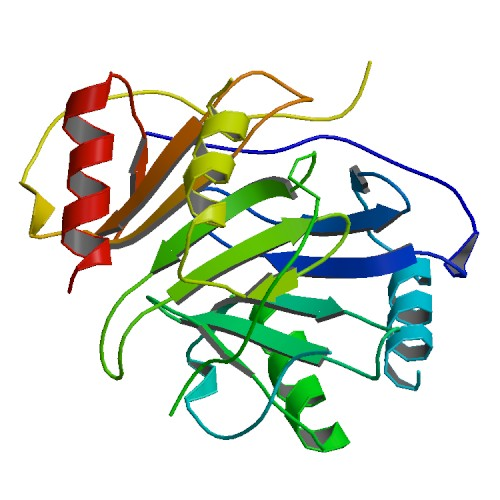
El factor plaquetario 4 puede causar trombocitopenia inducida por heparina.

El prospecto indica que el CCP está contraindicado en pacientes con coagulación intravascular diseminada, una activación patológica de la coagulación, porque la administración de factores de coagulación solo alimentaría este proceso. Sin embargo, si se administra el CCP porque los niveles de factor son bajos, puede restaurar la coagulación normal. Como los productos del CCP contienen heparina, están contraindicados en pacientes con trombocitopenia inducida por heparina.

## Química
El CCP contiene una serie de factores de coagulación de la sangre. Típicamente esto incluye el factor II, IX y X. Algunas versiones también contienen factor VII, proteína C y proteína S. Se puede agregar heparina para detener la activación temprana de los factores.

## Historia
La Administración de Drogas y Alimentos de los Estados Unidos (FDA) anunció su aprobación en 2013. La FDA aprobó el estatus de medicamento huérfano de Kcentra en diciembre de 2012.